# Gülsün
Gülsün ist ein türkischer weiblicher Vorname.

## Namensträgerinnen
- Gülsün Karamustafa (* 1946), türkische Künstlerin
- Gülsün Sağlamer (* 1945), türkische Architektin und Hochschullehrerin